# 伊藤清三
伊藤 清三（いとう せいぞう、1927年1月30日 - 2011年11月26日）は、日本の数学者。専門は関数解析学、偏微分方程式論。東京大学名誉教授。日本数学会理事長。

## 経歴
1927年、三重県生まれ。1950年に名古屋大学理学部数学科を卒業。
卒業後は名古屋大学理学部助手を経て、1953年名古屋大学理学部講師。1957年、東京大学理学部講師に就いた。1958年、理学博士号を取得。1960年に同大学助教授、1965年に同大学教授に昇進。1987年に東京大学を定年退官し、名誉教授となった。その後は東京商船大学教授として教鞭をとった。1988年からは杏林大学教授をつとめた。
学界では、日本数学会理事長をつとめた。2011年11月26日、肺炎のため死去。84歳没。

## 受賞・栄典
- 2007年：瑞宝中綬章を受章[5]。
- 2011年：死去と同日付で叙正四位[6]。

## 家族・親族
- 兄：伊藤清は同じく数学者[7]。

## 著書
- 『ルベーグ積分入門』裳華房 1963年
- 『偏微分方程式』培風館 1966年
- 『函数解析と微分方程式』（吉田耕作と共編）岩波書店 1976年
- 『解析学の基礎』（小松彦三郎と共編）岩波書店 1977年
- 『岩波講座　基礎数学　解析学』岩波書店 1978年
- 『拡散方程式』紀伊国屋書店 1979年
- 『優調和函数と理想境界』紀伊国屋書店 1988年